# 北海道高等聾学校

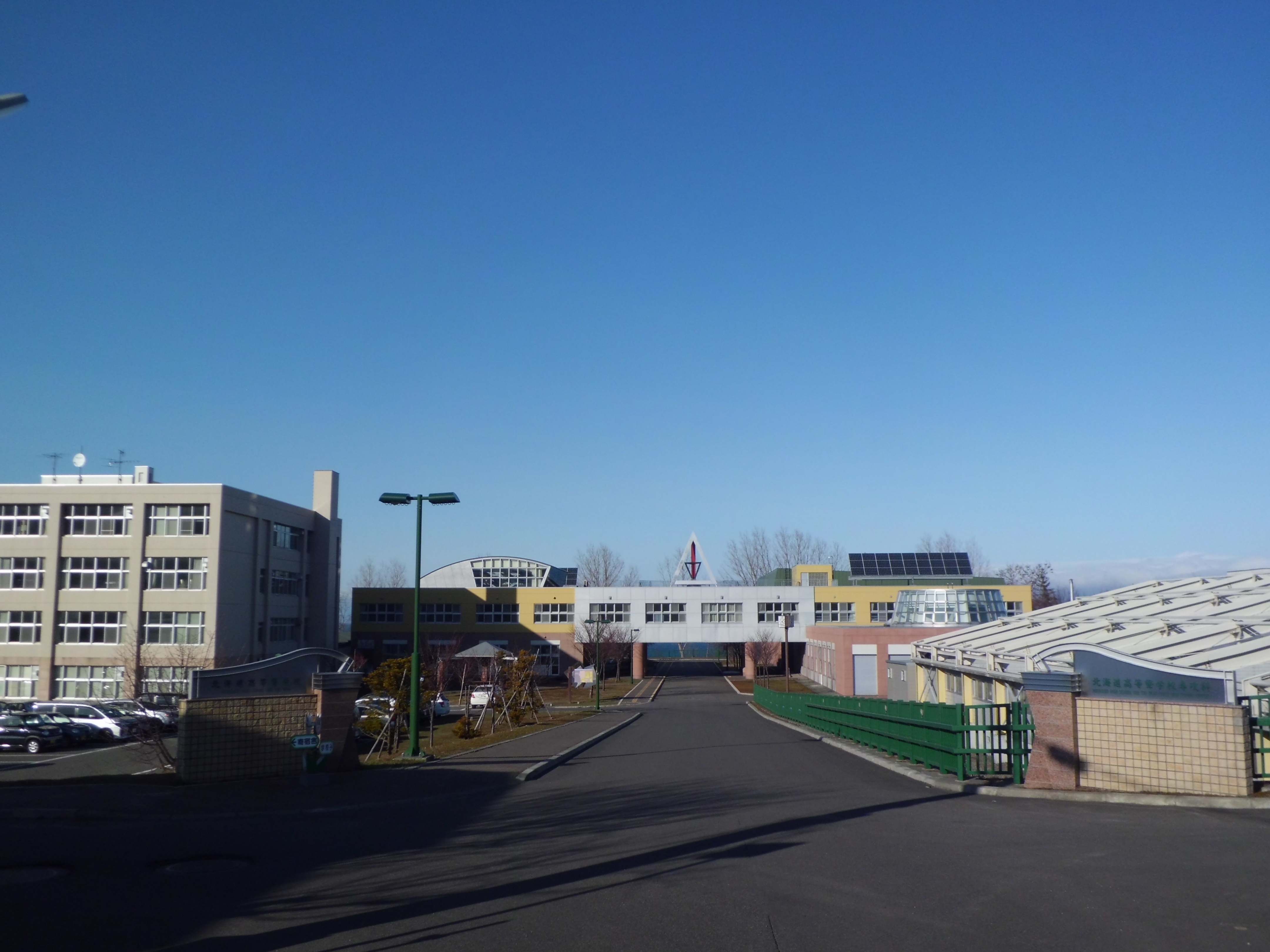
北海道高等聾学校

北海道高等聾学校（ほっかいどうこうとうろうがっこう、Hokkaido High School for the Deaf）は、北海道小樽市銭函一丁目5番1号にある道立高等聾学校。

## 沿革
- 1970年 - 5校の道立聾学校に併設されていた高等部を統合し、高等部のみの聾学校として設立。

## 教育課程
- 全日制課程
  - 普通科
  - クリーニング科
  - 産業技術科
  - 生活情報科
- 専攻科
  - 情報デザイン科（２年課程）

## 部活動
サッカー部
昭和40年代後半から50年代後半までは何度も地区大会で優勝し、全道大会へ出場するほどの強豪であった。昭和45年の学校設立1年後に、公式戦で初出場し初優勝を達成したが、「耳の不自由」を理由に全道大会への出場を断られた結果出場出来なかった。その後、部員達の活躍そして顧問や教員の働きによって昭和49年全国高等学校体育連盟に正式に加盟した（現在でも全国の聾学校の中で唯一の加盟校である）。
陸上部
最近は小樽地区大会での成績が優秀である。
その他
全国の聾学校が参加するクラブ対抗戦があるが、高等聾学校だけは唯一参加していない（競技の種類が違うため）。

## 著名な卒業生
- 高橋竜二（スキージャンプ選手）1998長野オリンピックでテストジャンパーとして出場。